# GSC5627-1181
GSC5627-1181 — хімічно пекулярна зоря спектрального класу B, що має видиму зоряну величину в смузі V приблизно 10,5.